# Yipsi Moreno
Yipsi Moreno González (* 19. November 1980 in Camagüey) ist eine ehemalige kubanische Hammerwerferin. Sie ist Olympiasiegerin von 2008 und dreifache Weltmeisterin.
In ihrer Jugend wurde am Sportinternat in Havanna ihr Talent für die Wurfdisziplinen der Leichtathletik entdeckt. Mit 14 Jahren spezialisierte sie sich auf den Hammerwurf. 1998 wurde sie Vierte bei den Juniorenweltmeisterschaften. 1999 stellte sie mit 66,34 Metern einen kurzlebigen Juniorinnenweltrekord auf, errang Silber bei den Panamerikanischen Spielen in Winnipeg, belegte dann aber wenige Wochen später bei den Leichtathletik-Weltmeisterschaften in Sevilla nur den 18. Rang.
Bei den Olympischen Spielen 2000 in Sydney wurde sie Vierte, und 2001 folgte eine weitere Steigerung. Zunächst übertraf sie die 70-Meter-Marke, dann gewann sie Gold bei den Weltmeisterschaften in Edmonton und Silber bei der Universiade. 2003 brach sie die 75-Meter-Marke und verteidigte ihren Titel bei den Weltmeisterschaften in Paris.
Bei den Olympischen Spielen 2004 in Athen gewann sie mit 73,36 m die Silbermedaille hinter Olga Kusenkowa (RUS) und vor ihrer Landsfrau Yunaika Crawford.
Bei den nächsten Weltmeisterschaften 2005 in Helsinki gewann sie mit 73,08 m zunächst Silber hinter Olga Kusenkowa, der aufgrund einer Doping-Nachprobe im März 2013 allerdings der WM-Titel zugunsten von Moreno aberkannt wurde. 2007 in Osaka blieb sie mit 74,74 m Zweite hinter Betty Heidler (GER). Am 17. Juni 2007 verbesserte sie in Warschau ihren eigenen Nord- und Zentralamerika-Rekord auf 76,36 m. Abermals Zweite wurde Moreno zunächst bei den Olympischen Spielen 2008. Mit 75,20 m platzierte sie sich hinter der Belarussin Aksana Mjankowa und vor der Chinesin Zhang Wenxiu. Am 25. November 2016 wurde der Belarussin die Goldmedaille vom IOC aberkannt und Yipsi Moreno zur Olympiasiegerin erklärt.
Bei den Olympischen Spielen 2012 in London belegte Moreno mit 74,60 m den 5. Rang. Bereits im Februar 2012 hatte sie angekündigt, sich nach den Olympischen Spielen vom aktiven Sport zurückzuziehen. Nach dem Wettkampf entschied sie sich jedoch, noch ein weiteres Jahr zu trainieren und zu versuchen, sich für die Leichtathletik-Weltmeisterschaften 2013 in Moskau zu qualifizieren. Dort erreichte sie bei ihrer siebten Weltmeisterschaftsteilnahme noch einmal den sechsten Platz.
Nachdem sie bei den Panamerikanischen und Karibischen Spielen in Xalapa im Oktober 2014 mit 71,35 m den Sieg errungen hatte, beendete sie ihre leistungssportliche Laufbahn endgültig. Insgesamt erzielte sie während ihrer aktiven Zeit in 143 Wettkämpfen Weiten jenseits der 70-Meter-Marke.
Seit Mai 2025 startet sie für Albanien.
Yipsi Moreno hat bei einer Größe von 1,68 m ein Wettkampfgewicht von 70 kg. Sie ist mit ihrem Physiotherapeuten, Abdel Quintana, verheiratet und hat eine Tochter.